# Karkadeh

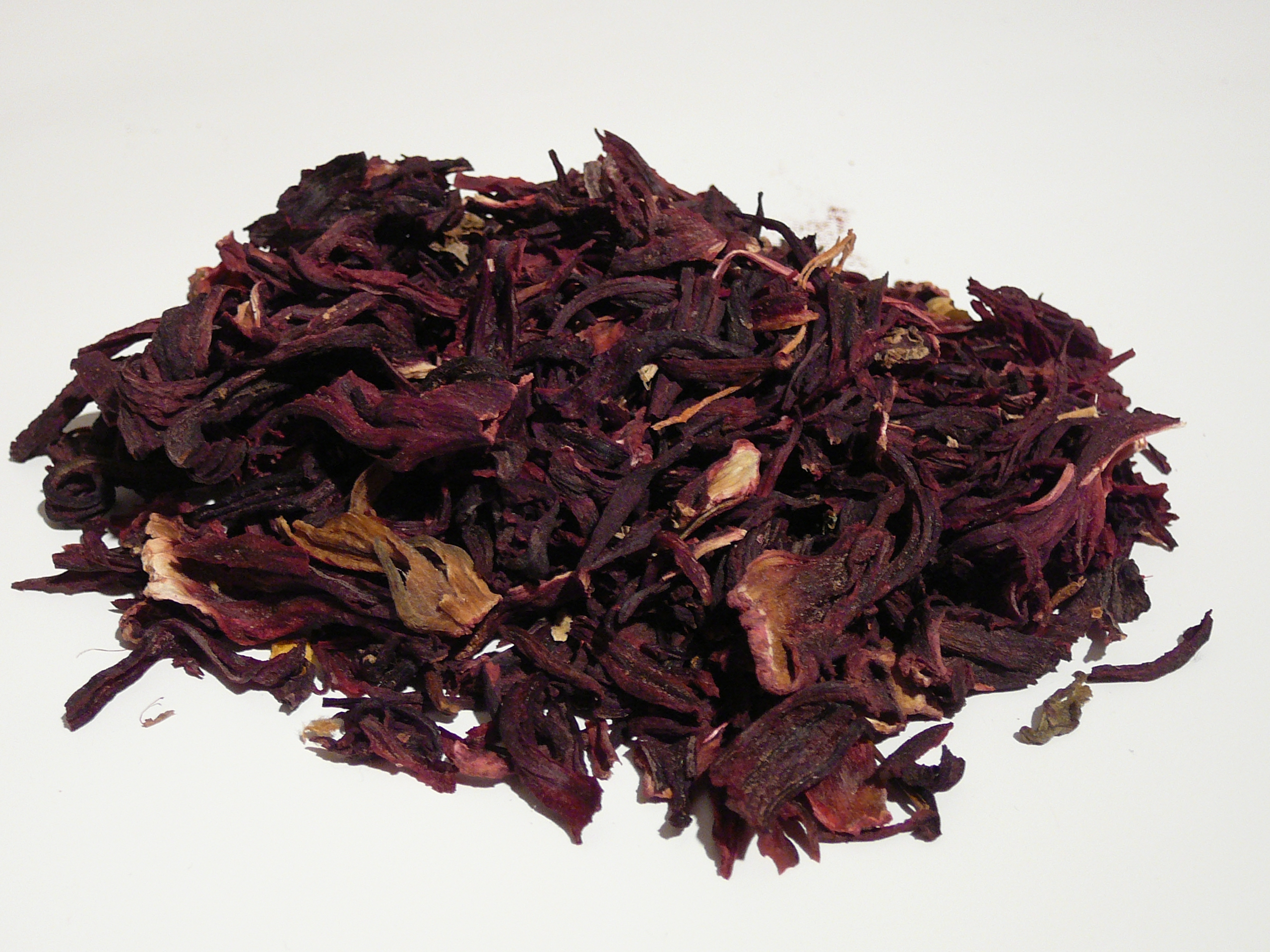
Karkadeh, getrocknete Blüten des Hibiscus sabdariffa.

Karkadeh, auch Karkade, (arabisch كركديه, wissenschaftlich Hibiscus sabdariffa L., deutsch Roselle) ist die arabische Bezeichnung für eine Pflanzenart und den daraus hergestellten Malventee mit einer intensiv roten Farbe. Karkadeh ist ein Getränk aus dem Sudan und wird heiß oder kalt getrunken.

## Herstellung und Konsum

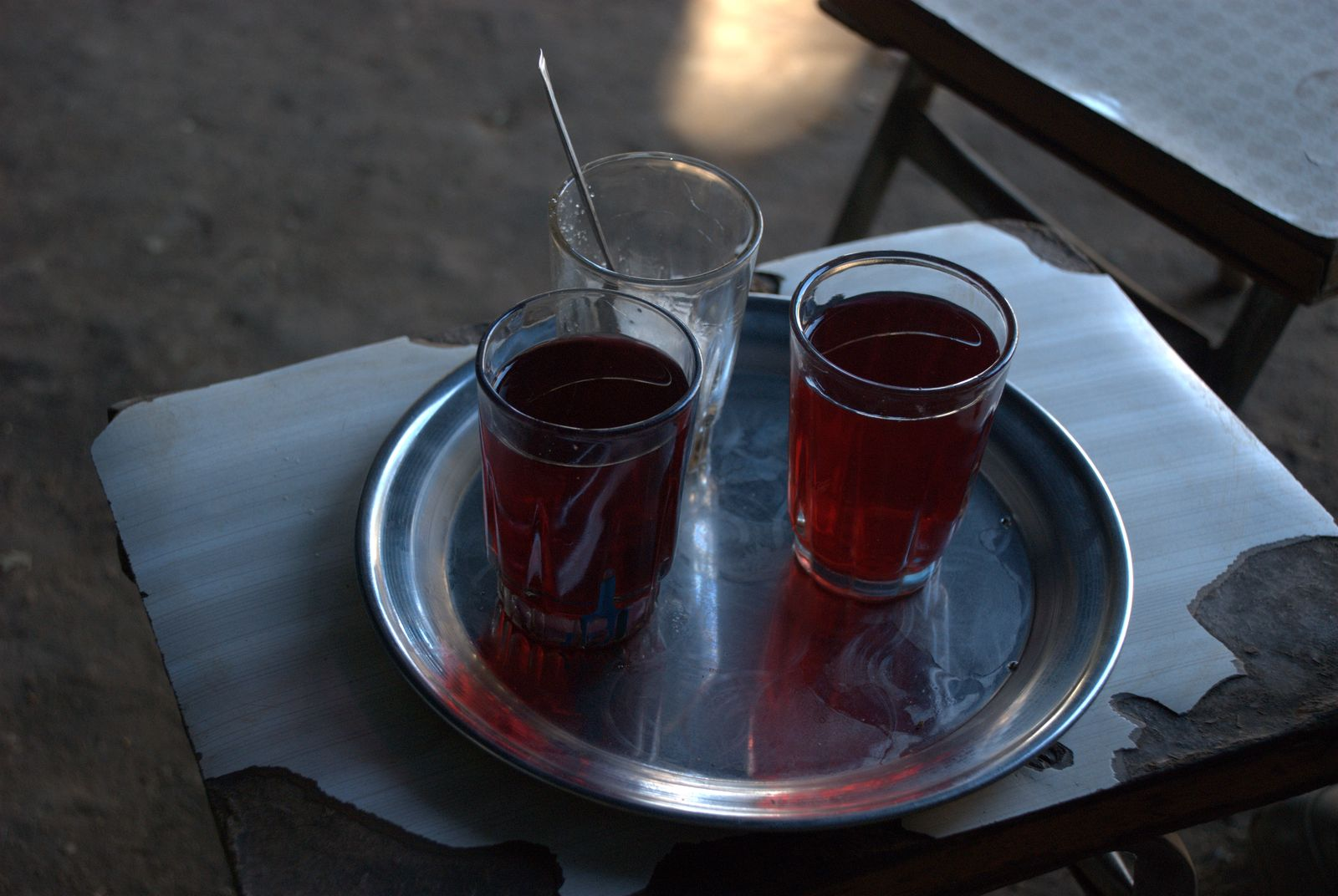
Karkadeh an einem Teeverkaufsstand in Kerma, einer Kleinstadt im Norden des Sudan.

Zur Bereitung von Tee werden die getrockneten roten Blätter der Blütenkelche  kurz mit heißem Wasser übergossen, bei längerem Ziehenlassen (über zehn Minuten) wird das Ergebnis bitter. In sudanesischen Teestuben werden gelegentlich auch in einem Glas aufbewahrte, voreingeweichte Blüten verwendet. Der Geschmack des heißen, mit Zucker versetzten Tees ist fruchtig säuerlich, wofür ein Anteil von etwa 13 Prozent einer Mischung aus Zitronen- und Äpfelsäure in den getrockneten Kelchblättern verantwortlich ist. Geschmacksbildend wirken noch geringe Mengen von Weinsäure und Ascorbinsäure. Als Qualitätskriterium gilt, wenn die getrockneten Blüten möglichst dunkelrot und groß sind. Sie sind aromatischer, die hellen Blütenblätter sind dafür saurer. In beiden Ländern ist Karkadeh in traditionellen, einfachen Teehäusern neben schwarzem Tee und arabischem Kaffee, der häufig mit Ingwer versetzt wird, das wichtigste Standardgetränk. Im Sudan wird Karkadeh zumeist von Frauen an Straßenständen angeboten. Zu ihrem Sortiment gehört auch Pfefferminze als Zusatz in den Schwarztee, die auf Wunsch ebenso dem Karkadeh zugesetzt werden kann. Bei trockener Hitze wirkt der heiß getrunkene Tee durstlöschend.
Das kalte Getränk wird ebenfalls gesüßt getrunken und schmeckt ähnlich wie Kirschsaft. Ägyptische Hotels bieten kalten Karkadeh oft als Alternative zu Fruchtsäften als Frühstücksgetränk an. Zur Herstellung werden gleiche Teile getrocknete Blüten und Zucker mit Wasser vermischt, aufgekocht und bis zu einem dicken roten Sirup reduziert, der in Flaschen gefüllt einige Zeit haltbar ist. Der Sirup kann mit der zehnfachen Menge Wasser und Eis verdünnt werden. Am populärsten ist Karkadeh in Ägypten in den heißen Sommermonaten um Luxor und Assuan. In Westafrika, etwa in Burkina Faso und Mali, wird der Tee gerne kalt getrunken, stark gezuckert als Jus de Bissap als Limonade in Flaschen aber auch lose am Straßenrand.
Karkadeh wird auch zur Herstellung von Süßspeisen, Eis und als Aromastoff verwendet. Im Sudan ist in Gaststätten ein süßes, rotes Gelee erhältlich, das Bananen und Guavas enthält. Das Dessert gelatiniert durch das in Karkadeh enthaltene Pektin. In Hungerzeiten wird die kaum genießbare gesamte Pflanze einschließlich der Wurzeln gegessen.
Der Ölgehalt von Karkadeh-Samen liegt bei 20 Prozent. Öl, das aus diesen Samen gewonnen werden kann, eignet sich ebenso wie Öl aus Wassermelonensamen als Ersatz für herkömmliche Pflanzenöle. Die Samen dienen auch zur Herstellung eines Breis, der in Darfur als furundu und in den Nuba-Bergen als kunafa einen proteinhaltigen Fleischersatz darstellt. Nachdem die Samen kurz mit Wasser gekocht wurden, lässt man sie zehn Tage gären bis Pilze zu wachsen beginnen. Dann wird die Masse durchgemischt und nochmals zwei Tage ausgelegt. Der Brei wird in Darfur als mullah furundu ähnlich wie kawal gegessen. Kawal ist ein Brei, der ebenfalls durch Fermentation aus den grünen Blättern einer Senna-Art hergestellt wird. Bei beiden Pflanzen ist der Fermentationsprozess besser geeignet als Kochen, um sie genießbar zu machen. In den Nuba-Bergen wird der Brei aus den Samen mit Hirsebrei (asida) vermischt und als madida gegessen.

## Anbau und Vermarktung

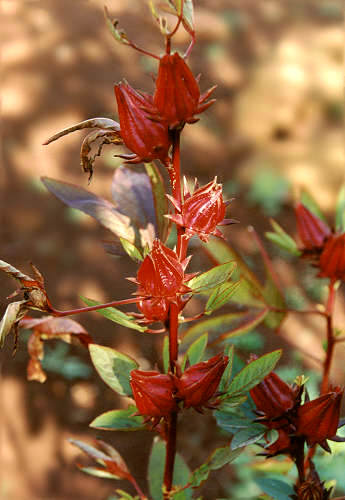
Reife Blüten vor der Ernte

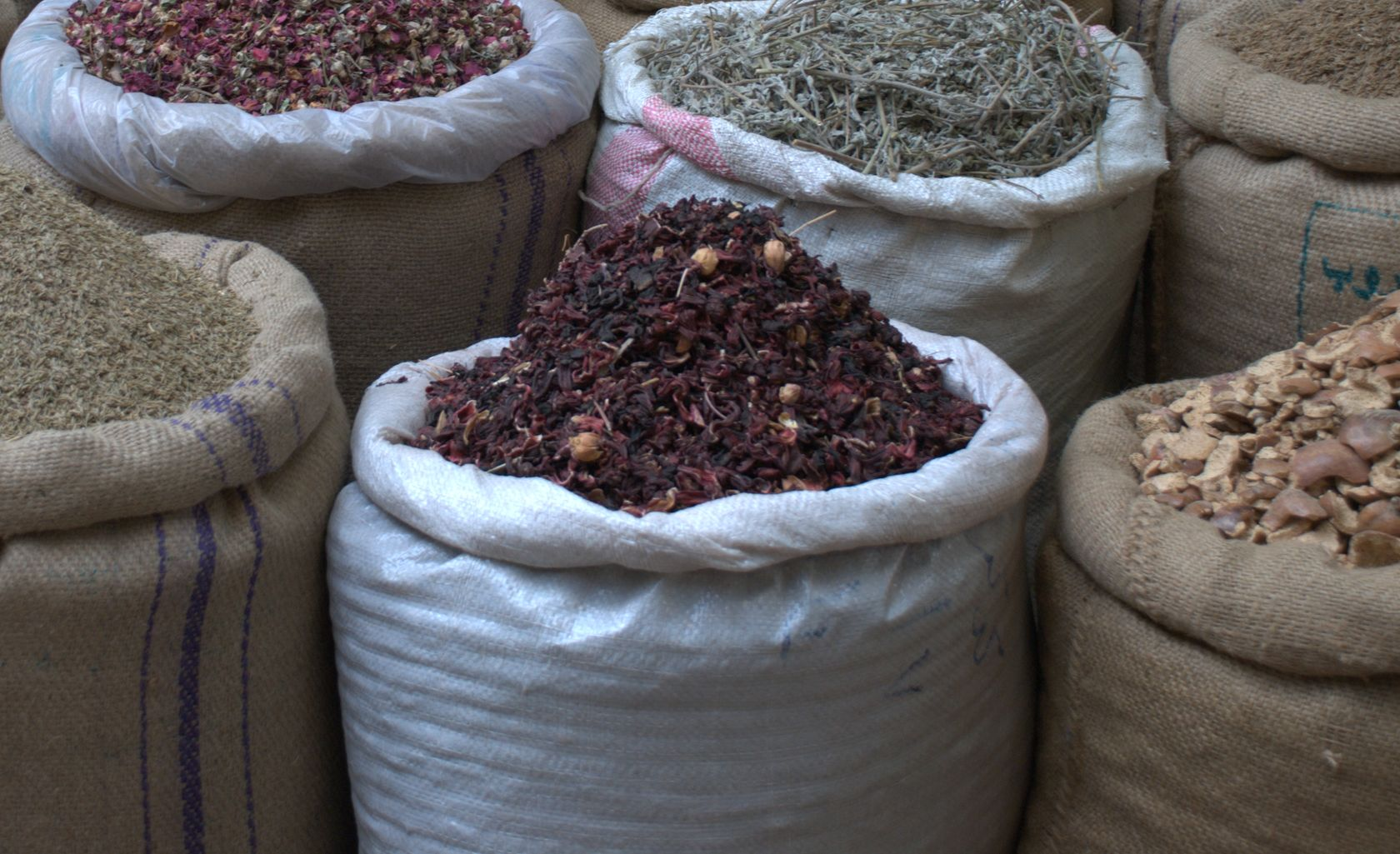
Karkadeh auf dem Gewürzmarkt in Kairo

Anbaugebiete in Ägypten sind die Gegend um Assuan, Qena, die Oase Fayyum nahe Kairo und kleinere Gebiete im Nildelta.
Die sudanesischen Anbaugebiete, in denen für den Export produziert wird, liegen überwiegend in Kordofan und weiter westlich in Darfur. Karkadeh gedeiht auf den dortigen sandigen Lehmböden im Regenfeldbau. Ein kombinierter Anbau mit niedrigen Akazienbäumen (Acacia senegal) hat sich als sinnvoll erwiesen. Damit können ohne künstliche Bewässerung zwei Agrarexportprodukte des Sudan zugleich angebaut werden: 2008 wurden 19.000 Tonnen Gummi arabicum produziert und 24.000 Tonnen Karkadeh; vom Tee ging allerdings die Hälfte in den Eigenbedarf des Landes. Pro Tonne verarbeitetem Karkadeh beträgt der Exporterlös 1000 US-Dollar.
Karkadeh benötigt 200 Millimeter Niederschlag während der Wachstumsphase. Die Samen werden deshalb zu Beginn der Regenzeit (im Sommer) ausgesät. Pflanzen, Ernten und die Verarbeitung von Karkadeh geschieht in Darfur und Nord-Kordofan in Kleinbetrieben und ist Frauenarbeit. Entwicklungsorganisationen bemühen sich auf lokaler Ebene, die Anbau- und Verarbeitungsmethoden sowie die Vermarktungsmöglichkeiten zu verbessern. Ein Projekt soll 40.000 Farmer unter anderem mit Saatgut unterstützen.
Die Blütenkelche werden von Hand mit einem Messer abgeschnitten, die Kelchblätter werden in einem zweiten Arbeitsgang von Hand abgezupft, gewaschen oder in Schüttelsieben gereinigt und dann getrocknet. Es ergeben sich Qualitätsunterschiede durch die Art der Ernte und der Trocknung: üblicherweise werden die Blüten vier bis fünf Tage an der Sonne ausgelegt. Es gibt auch ofengetrockneten oder gefriergetrockneten Tee. Dementsprechend variiert die Konzentration an organischen Säuren und Pektin sowie die Blütenfarbe. Getrocknete Karkadeh-Blüten finden sich in großen Säcken auf Gewürzmärkten in nahezu allen Städten der Region. Die größte Auswahl bietet Kairo.

## Kulturelle Bedeutung
Hibiskus wird weltweit für verschiedene medizinische Zwecke verwendet, in der Region speziell gegen Erkältungskrankheiten. Karkadeh in Zuckersirup und mit Salz, Pfeffer und Asafoetida gemischt soll dort gegen psychisch bedingte Magenstörungen helfen.
Es ist üblich geworden, bei Hochzeitsfeiern Karkadeh auszuschenken. Karkadeh kann besonders innerhalb von islamischen Gesellschaften im Sudan kulturelle Bedeutung zukommen. So wird das Sibir-Fest in den Nuba-Bergen, eine Art Erntedankfest der traditionellen Religion, zu dem üblicherweise das alkoholische Merisa getrunken wird, von der zum Islam übergetretenen Bevölkerung mit Karkadeh gefeiert.
Die Pflanze wurde im 16. Jahrhundert erstmals beschrieben. Obwohl ihre ursprüngliche Heimat Südostasien sein soll und sie weltweit angebaut wird, hat Karkadeh aus Ägypten und Sudan einen besonderen Ruf. So hat sich die arabische Bezeichnung auch in der Schweiz („Karkade“) und Frankreich („Karkady“) eingebürgert und ist bis nach Indonesien bekannt. Dort kommt teh mesir („ägyptischer Tee“) als „Karkadeh“ in den Handel.